# 28 Pułk Zmechanizowany

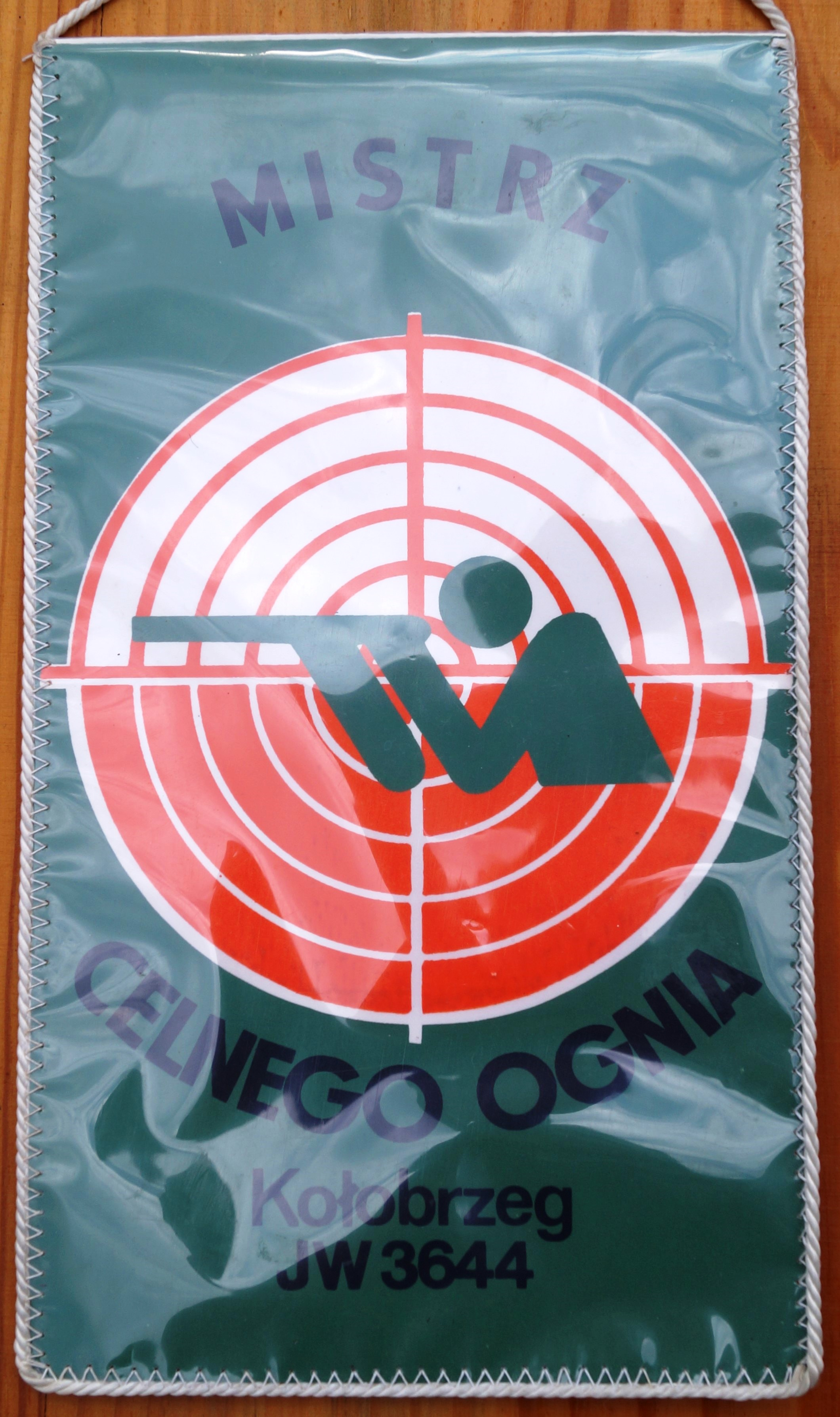
Proporczyk 28 pz

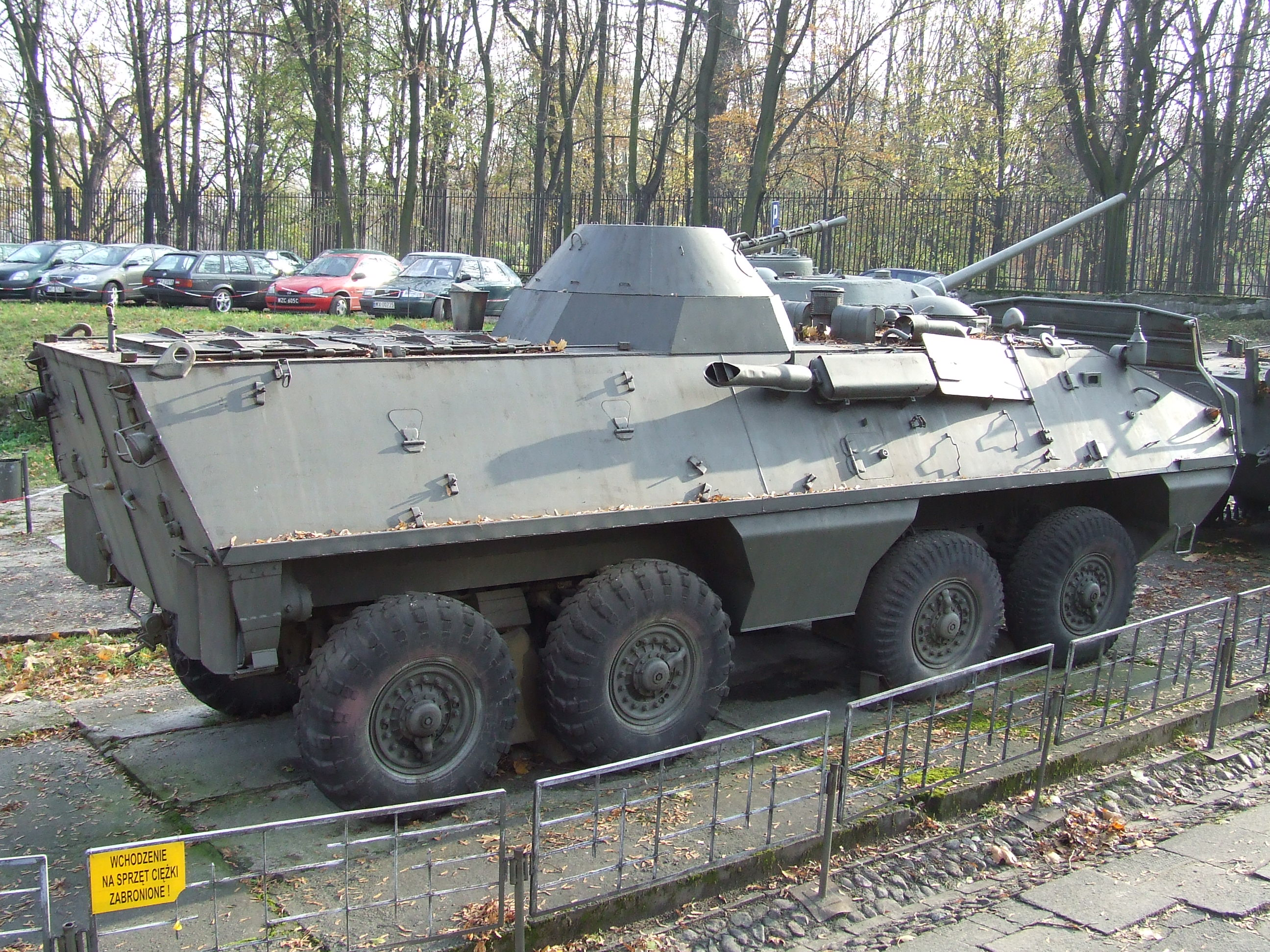
Podstawowy transporter pułku SKOT 2A

28 Sudecki pułk zmechanizowany (28 pz) – oddział Wojsk Zmechanizowanych Sił Zbrojnych PRL.

## Historia
30 września 1967 82 pułk zmechanizowany przyjął dziedzictwo tradycji 28 pułku piechoty i został przemianowany na 28 pułk zmechanizowany.
Pułk wchodził w skład 8 Drezdeńskiej Dywizji Zmechanizowanej im. Bartosza Głowackiego. Stacjonował w garnizonie Kołobrzeg, w „czerwonych koszarach”.
4 października 1973 pułk otrzymał nazwę wyróżniającą „Sudecki”. W 1990 jednostka została rozformowana. Stan osobowy pułku i uzbrojenie zostało wykorzystane na uzupełnienie 32 pułku zmechanizowanego.

## Dowódcy pułku
- ppłk/płk dypl. Zenon Wilczak
- mjr Waldemar Zajączkowski
- mjr dypl. Andrzej Ekiert (1980–1984)
- mjr dypl. Andrzej Wołowiecki
- mjr dypl. Andrzej Baran (do 30 kwietnia 1990)

## Skład (lata 80. XX w.)
- Dowództwo i sztab
  - 3 × bataliony zmechanizowane
    - 3 × kompanie zmechanizowane
    - bateria moździerzy 120 mm
    - pluton plot
    - pluton łączności

  - batalion czołgów
    - 3 kompanie czołgów
    - pluton łączności

  - kompania rozpoznawcza
  - bateria haubic 122 mm
  - bateria ppanc
  - kompania saperów
  - bateria plot
  - kompania łączności
  - kompania zaopatrzenia
  - kompania remontowa
  - kompania medyczna
  - pluton chemiczny
  - pluton ochrony i regulacji ruchu